# باد تینگلستاد
باد تینگلستاد (انگلیسی: Bud Tingelstad؛ زادهٔ ۴ آوریل ۱۹۲۸ در فریزی، مینه‌سوتا، ایالات متحده آمریکا – درگذشتهٔ ۳۰ ژوئیهٔ ۱۹۸۱ در ایندیاناپلیس، ایندیانا)، رانندهٔ مسابقات اتومبیل‌رانی اهل ایالات متحده آمریکا بود که در فصل ۱۹۶۰ مسابقات فرمول یک شرکت کرد.

## زندگی‌نامه و حرفه
باد تینگلستاد در شهر فریزی واقع در ایالت مینه‌سوتا به دنیا آمد. او فعالیت حرفه‌ای خود در مسابقات اتومبیل‌رانی را در دهه ۱۹۵۰ آغاز کرد و بیشتر در مسابقات ایندی‌کار (IndyCar) و ایندیاناپلیس ۵۰۰ شرکت داشت. 
در سال ۱۹۶۰، تینگلستاد با تیم ترویس در مسابقات فرمول یک حاضر شد و تنها در یک گراند پری شرکت کرد که آن مسابقه، ایندیاناپلیس ۵۰۰ بود. در این مسابقه، که به عنوان بخشی از فصل فرمول یک آن سال محسوب می‌شد، او استارت زد اما موفق به کسب هیچ امتیازی نشد.
با اینکه تینگلستاد سابقه قابل توجهی در مسابقات اتومبیل‌رانی داشت، حضور او در فرمول یک محدود و کوتاه بود.

## دوران پس از مسابقه و مرگ
باد تینگلستاد پس از پایان دوران حرفه‌ای مسابقه‌ای خود در ایندیاناپلیس زندگی کرد. وی در ۳۰ ژوئیهٔ ۱۹۸۱ در سن ۵۳ سالگی در اثر حمله قلبی در ایندیاناپلیس درگذشت.

## آمار مسابقات فرمول یک
| فصل  | تیم   | مسابقات | شروع | قهرمانی‌ها | پیروزی‌ها | سکوها | امتیازها | پول پوزیشن‌ها | سریع‌ترین دورها |
| ---- | ----- | ------- | ---- | --------- | -------- | ----- | -------- | ------------ | -------------- |
| ۱۹۶۰ | ترویس | ۱ (۱)   | ۱    | ۰         | ۰        | ۰     | ۰        | ۰            |                |